# Балинка
Балинка (чеш. Balinka) — река в Чехии.
Длина реки составляет 31 км. Площадь водосборного бассейна — 178 км². Среднегодовой расход воды — 0,9 м³/с. Впадает в реку Ославу, принадлежит к бассейну Дуная. Судоходна на 19 км вверх от устья. Половодье на реке происходит весной.
В низовьях в долине реки расположен природный парк чеш. Balinské údolí.